# ガダルカナル・タカ
ガダルカナル・タカ（1956年12月16日 - ）は、日本のお笑いタレント。高知県出生、静岡県田方郡天城湯ヶ島町（現在の伊豆市）出身。株式会社TAP所属で、ビートたけし率いるたけし軍団の一員。血液型B型。本名は井口 薫仁（いぐち たかひと）。妻はフリーアナウンサーの橋本志穂。

## 略歴
- 高知県出生[1]。幼少期に北海道から九州まで転居を重ねた時期を経て、小学校5年生の頃に静岡県に定住。
- 21歳の頃、定職につかずに地元の静岡で観光地のホテルや温泉旅館で調理場を担当。当時世話になっていた日本舞踊の先生の弟が東京で芸能プロダクションをやっているが手伝ってくれないかと打診され上京。手伝いだけだと当人は思っていたものの社長はタレントになることを勧めた。社長は「漫才やるかコントやるか決めろ」とタカに言い「コント的なことをやってみますわ」と返答[2]。
- その後、同郷の後輩で幼なじみのつまみ枝豆を誘い、お笑いコンビカージナルスを結成。名前の由来は同じ事務所の先輩漫才師星セント・ルイスの子分的な存在ということで、米大リーグのセントルイス・カージナルスから（カージナルス時代の芸名は『タカ』及び『井口タカ仁』）。
- 日本テレビ系列『お笑いスター誕生』等で活躍。同番組で知り合ったツーツーレロレロ（そのまんま東・大森うたえもん）に、たけし軍団の草野球に助っ人として誘われ、参加する中で、たけしに軍団に加わる事を打診され加入した。枝豆と共に軍団入りし、同時にコンビ活動を停止。
- 1986年12月8日 - 9日にフライデー襲撃事件に参加し、暴行の現行犯で大塚警察署に逮捕。謹慎後に復帰。
- 以後、『スーパージョッキー』（日本テレビ）など、たけしの番組において、たけし軍団の大番頭的ポジションで出演しつつ、ピンのタレントとしては、ローカル局・UHF局の番組でMCとして出演を重ね、キャリアを積む。
- 話術の巧みさを買われ「スーパーサブ」的なポジションでゲスト出演することも多い。NHKからも声がかかっており、さらに『なるトモ!』、『情報ライブ ミヤネ屋』といった在阪準キー局制作番組にもレギュラー出演し、特に、関西ローカル番組では重宝されている。
- 妻の橋本志穂（当時福岡放送アナウンサー）とは、北九州市のスペースワールドでのイベントで共演し知り合った。番組共演が縁で交際し、1994年に結婚。結婚披露宴では夫妻で奇抜な扮装[注 3]で登場し参列者を驚かせたほか、ワイドショーでも取り上げられた。
- ボウリングの腕はプロ級でありパーフェクトを達成した事もある。

## 出演

### テレビドラマ
- ビートたけし殺人事件（1989年、TBS） - 本人役
- 実録犯罪史シリーズ 金（キム）の戦争（1991年、フジテレビ） - たけしが演じた金嬉老が人質に取った農村の青年を演じた。
- あの日の僕をさがして（1992年、TBS） - 加藤主任役
- 愛と疑惑のサスペンス「夢の帰る場所」（1994年、関西テレビ）
- 鍵師3（1995年、フジテレビ） - 長瀬行雄役
- ひまわり（1996年、NHK総合）
- GTO （1998年、フジテレビ） -  清掃会社の上司
- 三姉妹探偵団（1998年、日本テレビ）
- 億万長者と結婚する方法（2000年、日本テレビ）
- 示談交渉人 甚内たま子裏ファイル（2001年、TBS）
- 菊次郎とさき（2005年、テレビ朝日）- 深見千三郎
- Deep Love ホスト（2005年、テレビ東京）
- 日向夢子調停委員事件簿5（2008年、フジテレビ） - 横田保夫 役
- ヴォイス〜命なき者の声〜第11話(最終回) (2009年、フジテレビ) ダンカンが演じる成瀬の同僚長井役。
- 華麗なるスパイ(2009年、日本テレビ)
- 土曜時代劇 オトコマエ!2（2009年11月14日、NHK総合） - 播磨屋役
- 土曜ワイド劇場 ショカツの女4（2010年4月17日、朝日放送） - 藤堂浩一役
- 妄想捜査〜桑潟幸一准教授のスタイリッシュな生活 第3話（2012年2月5日、テレビ朝日） - リポーター役
- 猿飛三世 第2話（2012年10月、NHK BSプレミアム）
- 黒い十人の黒木瞳III「黒い花柄バッグの女」（2013年6月30日、NHK BSプレミアム）
- 絶狼-ZERO- -BLACK BLOOD-（2014年3月5日-3月7日、ファミリー劇場） - バクラ役
- 宮本武蔵（2014年3月15日・16日、テレビ朝日） - 赤壁八十馬役
- 絶狼<ZERO> -DRAGON BLOOD-（2017年1月 - 、テレビ東京） - バクラ役
- 警視庁・捜査一課長（2017年） ‐ 須井健役
- 家政夫のミタゾノ 第7シーズン 第4話（2025年2月4日、テレビ朝日） - 長田郁夫 役[3]

### バラエティー・情報番組 ほか
- スーパーJOCKEY（1983年 - 1999年、日本テレビ）
- 笑っていいとも（1988年、フジテレビ）
- とびっきり!しずおか（静岡朝日テレビ）
- 北野ファンクラブ（1991年 - 1996年、フジテレビ）
- しながわ探検隊（1992年 - 1995年、テレビ東京）
- ごきげんよう（1992年 - 不定期出演  フジテレビ）
- タモリのSUPERボキャブラ天国（フジテレビ）
- イヴの逆襲（1992年 - 1994年、名古屋テレビ）
- 新伍&紳助のあぶない話（1993年、関西テレビ）
- 超天才・たけしの元気が出るテレビ!!（1995年 - 1996年、日本テレビ）
- 艶々ナイト（ - 1995年、テレビ埼玉）
- たかじん胸いっぱい（1994年 - 、関西テレビ、準レギュラー）
- まっ昼ま王!!（1994年 - 1995年、テレビ朝日）
- ダウンタウンのガキの使いやあらへんで（1993年  - 不定期出演、日本テレビ）
- ダウンタウンDX（1994年  - 不定期出演、読売テレビ）
- さんまのナンでもダービー （1994年 - ？、テレビ朝日）
- クイズ・親ドキ!スペシャル 超山形物語（1995年、山形テレビ）
- 志村けんのバカ殿様（1995年 - 不定期出演、フジテレビ）
- 今夜もハレホレ（TBS）
- 北野富士（1996年 - 1997年、フジテレビ）
- 足立区のたけし、世界の北野（1997年 - 2002年、フジテレビ）
- 健康こどもっち（NHK BS2）
- たかじんONE MAN（1998年 - 2007年、毎日放送）
- バツ（1999年 - 2000年、フジテレビ）
- 世界まる見え!テレビ特捜部（1990年 - 2012年3月12日、日本テレビ）※不定期
- 最終警告!たけしの本当は怖い家庭の医学（2004年 - 2009年、朝日放送）※準レギュラー
- 北野タレント名鑑（2004年 - 2006年、フジテレビ）
- なるトモ!火曜（2004年 - 2009年、読売テレビ）
- 激テレ★金曜日（2005年 - 2006年、読売テレビ）
- ガダルカナル・タカのDERUとこ勝負!（2005年、BS-i）
- ガダルカナル・タカのこちらDERUとこ編集部（2005年 - 、BS-i）
- たけしのコマネチ大学数学科（2006年 - 2013年、フジテレビ）
- 情報ライブ ミヤネ屋（2006年 - 、読売テレビ）※金曜レギュラー
- 明石家さんちゃんねる（2006年 - 2008年、TBS）
- ビートたけしのお笑いウルトラクイズ（1989年 - 、日本テレビ）
- ものまね王座決定戦・ものまね紅白歌合戦（1998年 - 2000年、フジテレビ）司会
- 朝までたけし軍団（テレビ朝日）
- 日本史サスペンス劇場（2008年、日本テレビ）
- いい旅・夢気分（2009年、テレビ東京）
- かんさい情報ネットten!（2009年 - 、読売テレビ）※不定期
- たけしの健康エンターテインメント!みんなの家庭の医学（2010年 - 、朝日放送）※準レギュラー
- ytvアナウンサー向上委員会 ギューン↑（2010年7月 - 、読売テレビ）
- チャレンジ!ホビー「夫婦ゴルフのすすめ」（2010年8月 - 2010年9月、NHK教育） ※妻の橋本志穂と共に生徒役
- たけしの等々力ベース（2010年10月 - 、BSフジ）
- 人志松本のすべらない話 （2010年12月24日 - 不定期出演）
- 北野演芸館〜たけしが本気で選んだ芸人大集結SP〜（2011年 - 、毎日放送）副支配人
- ビートたけしの絶対見ちゃいけないTV（TBS）
- THEわれめDEポン （フジテレビ） 司会
- タモリ倶楽部（テレビ朝日） ※不定期出演　主に進行役
- ためしてガッテン（NHK総合） ※不定期ゲスト
- ロケみつ〜ロケ×ロケ×ロケ〜（毎日放送） ※不定期ゲスト
- アナタメマン（2013年、フジテレビ） 主演
- 趣味どきっ!「スマホ動画」（2015年10月 - 11月（全8回）、NHK Eテレ）
- たけしが行く！わがままオヤジ旅（2017年 - 、テレビ東京）
- バイキングMORE（2018年 -　2022年4月1日 、フジテレビ）※準レギュラー

### ラジオ
- ビートたけしのオールナイトニッポン（1984年 - 1990年、ニッポン放送）
- 上泉雄一のええなぁ!（2009年4月 - 、MBSラジオ）※金曜週替わりパートナーで月1回出演
- 大竹まことゴールデンラジオ（2010年4月20日、文化放送）

### 映画
- 3-4X10月（1990年、松竹）
- 新・ピンクのカーテン（1991年）
- !!（1992年）
- ナースコール（1993年）
- 獅子王たちの最后（1993年、東映）
- 愛について、東京（1993年、パイオニアLDC）
- みんな〜やってるか!（1994年、日本ヘラルド映画）
- 女賭博師 花吹雪お涼（1996年、パル企画）
- 弱虫（チンピラ）（2000年、グルーヴコーポレーション）- 朝村一志 役
- 淀川長治物語・神戸編 サイナラ（2000年、PSC）
- 赤い橋の下のぬるい水（2001年、日活）
- 座頭市（2003年、松竹、北野武監督）
- 福耳（2003年、アルゴ・ピクチャーズ）
- 透光の樹（2004年、シネカノン）
- 帰郷（2005年、ビターズ・エンド）
- ゼブラーマン -ゼブラシティの逆襲-（2010年、東映、三池崇史監督）
- ヘルドライバー（2011年、西村喜廣監督）
- 麦子さんと（2013年、吉田恵輔監督） - 麻生春男 役
- 絶狼-ZERO- -BLACK BLOOD-（2014年） - バクラ 役
- 14の夜（2016年） - マスター 役

### Vシネマ
- 新・うれしはずかし物語（1991年）
- タフ PART III ビジネス殺戮篇(1991年)
- パチンカー奈美（1992年）
- のぞき屋稼業（1993年）
- 野獣伝説（1993年）
- 雀鬼4〜麻雀代理戦争（1995年）
- 18歳のホテトル嬢（1996年）
- 渋谷ミッドナイト・ウォー 暗黒街（2001年） - 銀狼会会長 ダテ
- 修羅伝説 極道の地獄（2001年）
- むこうぶち 高レート裏麻雀列伝 シリーズ - 川田(雀荘「東空紅」マスター) 
  - むこうぶち 高レート裏麻雀列伝(2007年)
  - むこうぶち2 高レート裏麻雀列伝 鬼の棲む荒野(2007年)
  - むこうぶち3 高レート裏麻雀列伝 裏プロ(2008年)
  - むこうぶち4 高レート裏麻雀列伝 雀荘殺し(2008年)
  - むこうぶち5 高レート裏麻雀列伝 氷の男 (2008年)
  - むこうぶち6 高レート裏麻雀列伝 女衒打ち(2009年)
  - むこうぶち7 高レート裏麻雀列伝 筋殺し（2010年3月19日、オールインエンタテインメント）
  - むこうぶち8 高レート裏麻雀列伝 邪眼（2010年12月17日、オールインエンタテインメント）
  - むこうぶち9 高レート裏麻雀列伝 麻将（2012年）
  - むこうぶち10 高レート裏麻雀列伝 裏ドラ（2012年）
  - むこうぶち11 高レート裏麻雀列伝 鉄砲玉（2014年）
  - むこうぶち12 高レート裏麻雀列伝 付け馬（2015年）
  - むこうぶち13 高レート裏麻雀列伝 壺（2017年）
  - むこうぶち14 高レート裏麻雀列伝 相方（2017年）
- ゼブラミニスカポリスの逆襲（2010年）
- 報復(かえし)1,2（2017年） - 組長

### オリジナルビデオ
- ゲラゲラ・ザ・ワールド シリーズ
  - ゲラゲラ・ザ・ワールド マル秘からくり放送局（2001年）
  - ゲラゲラ・ザ・ワールド マル秘激ヤバ放送局（2002年）
  - ゲラゲラ・ザ・ワールド マル秘でたらめ放送局（2002年）
- ボウリング革命 P★League オフィシャルDVD
  - VOL.7 〜第2回P★リーグドラフト会議 芸能人最強ボウラーが監督!〜（2012年）監督
  - VOL.8 〜第3回P★リーグドラフト会議 芸能人最強ボウラーが監督! 今回は監督も投げる!〜（2013年）監督
  - VOL.9 〜バトルフェス2014 初の男子プロ参戦!〜（2014年）MC

### CM
- サッポロビール（1989年 - 1990年）
- アサヒビール「Z」（1992年）
- 郵政省関東郵政局、簡易保険「ニューナイスプラン」（1992年）
- トヨタレンタリース（2012年）
- DMM.com（2015年）

### ゲーム
- 芹沢信雄のバーディトライ（1992年 スーパーファミコン）
  - ゲーム中のキャラクターとして出演（ラッシャー板前と共演）。

### web配信
- ビートたけしが考える妄想メンズヘルス治療（メンズヘルスクリニック東京）[4]
- 全裸監督2（2021年6月24日 全話配信、Netflix） - 銃殺される組員 役

### 舞台
- たけし軍団40周年記念舞台『ウスバカゲロウな男たち』（2023年3月、シアターサンモール]）[5]

## 書籍

### 著書
- 湯ヶ島キッド（1988年、太田出版）
- フェアウェイの罠〜ゴルフトーナメント殺人事件〜（1991年、太田出版）
- たけし軍団 お笑い進化論（1993年、扶桑社）
- 我が愛と青春のたけし軍団（2012年、双葉社）